# 新木場1stRING
新木場1stRING（しんきばファースト・リング）は、東京都江東区新木場に所在するイベントホールである。

## 概要
2004年3月より営業開始。

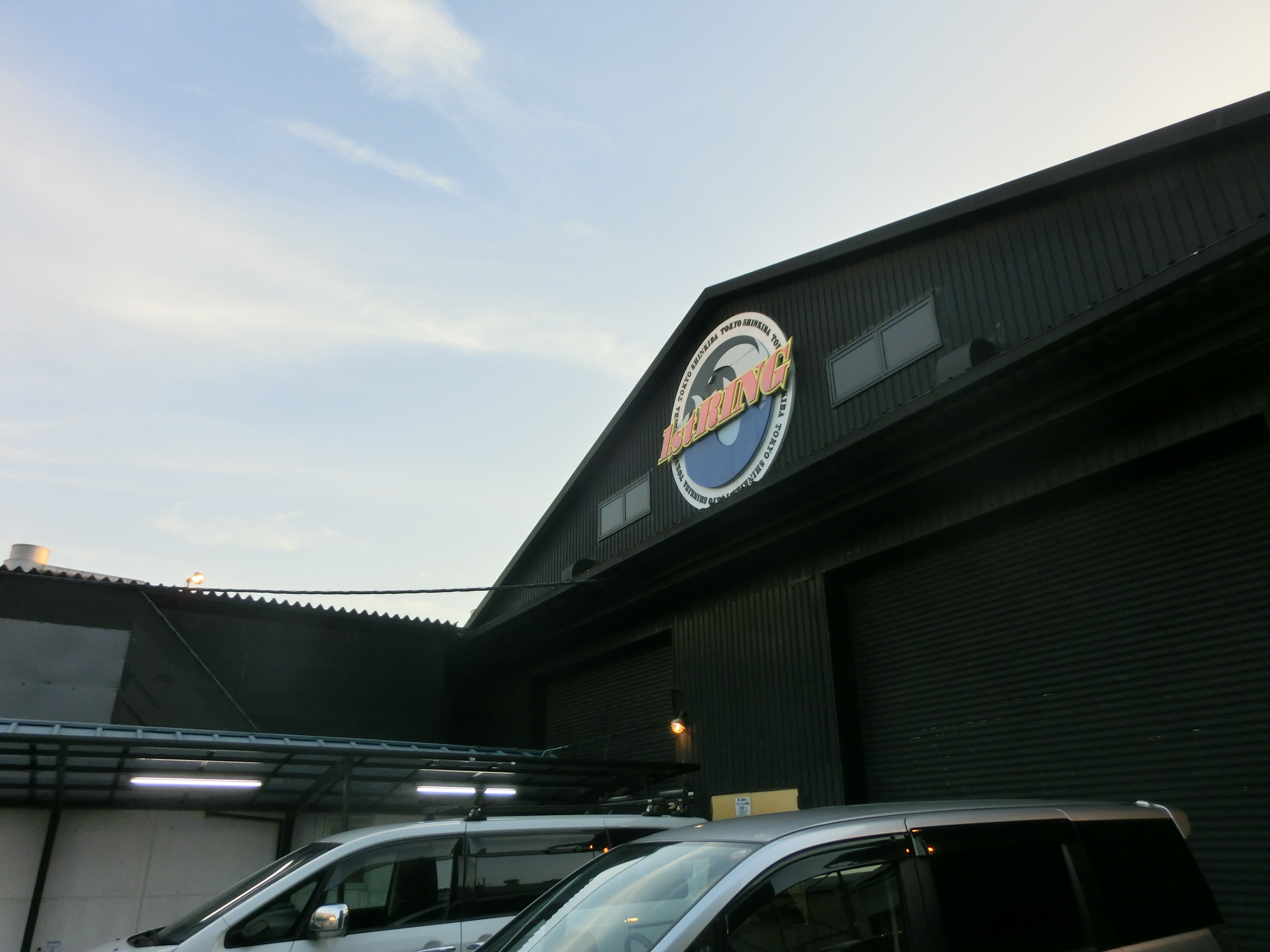
新木場1stRING外部（2016年撮影）

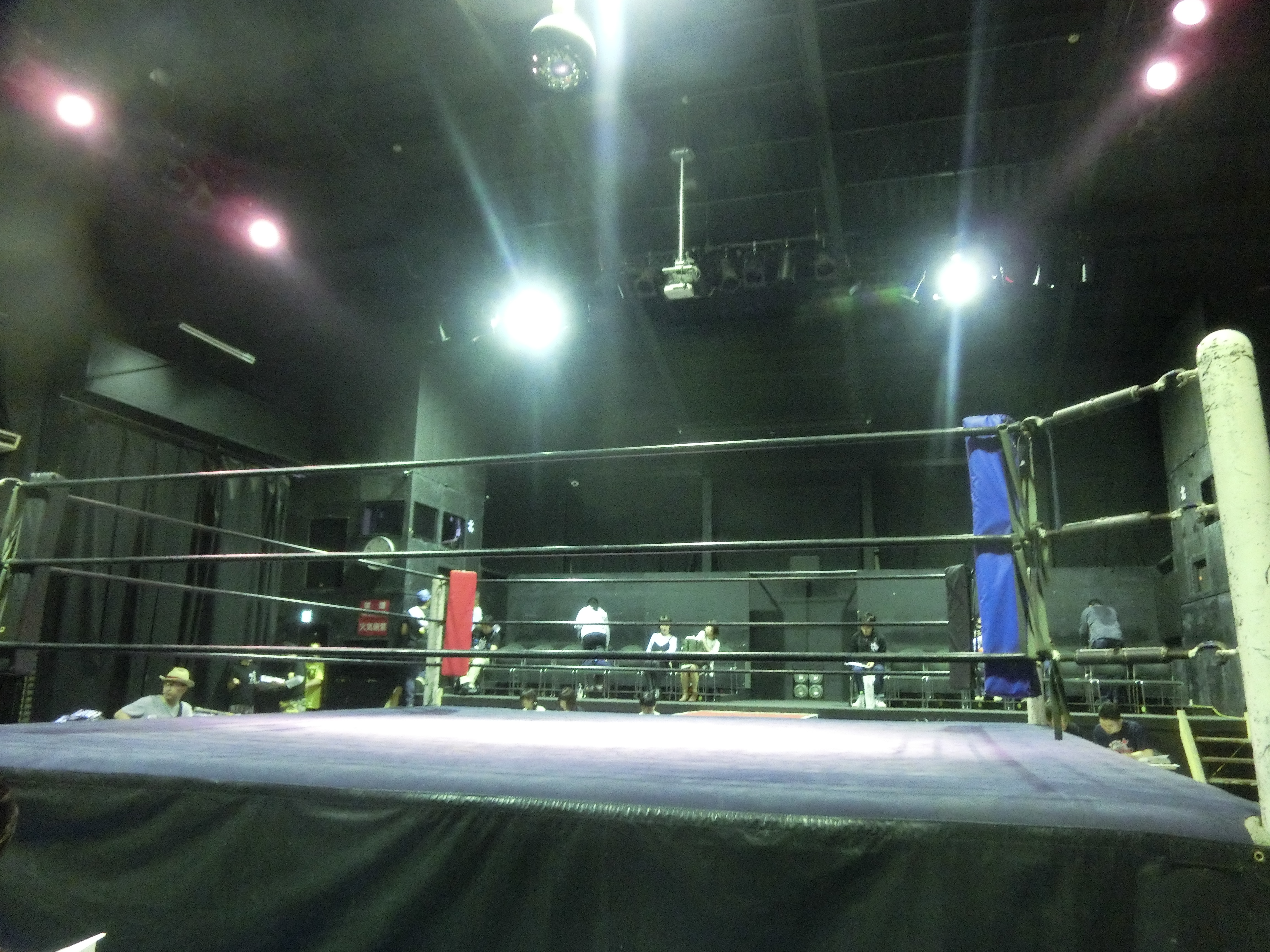
新木場1stRING内部（2016年撮影）

プロレス用リングが常設されているイベント会場。そのため、主にプロレス興行への貸出をおこなっており、数多くのイベントが催されている（2018年の会場稼働は330興行以上）。
プロレスだけではなく、ボクシング、演劇、舞台、CM、TV番組の撮影など、アイドルや音楽のイベント、企業の研修会が開催されるなど、自由度が高く幅広いジャンルのイベントスペースとして利用されている。
座席はパイプ椅子150席、雛壇134席の計284席（ただし使用団体の判断で席数や配列の変更が可能）。
2010年11月1日から11月6日、開設5周年を記念して「新木場プロレスパーク2010」を7団体9興行で開催。
2014年3月、開設10周年を記念してFIGHTING TV サムライ「インディーのお仕事」「女子プロレスのお仕事」の公開収録が行われた。

## アクセス
- 東京メトロ 有楽町線 新木場駅 (Y-24)
- 東京臨海高速鉄道 りんかい線 新木場駅 (R01)
- JR東日本 京葉線 新木場駅 (JE05)

各線「新木場駅」より徒歩2分。
駅からは近いが倉庫街の中に在り、看板も小さいため若干わかりづらく、地図などでの事前確認が必要。また、専用駐車場もなく、近隣企業から苦情が来ることを理由に、観客が自動車やバイクで来場することは禁止になっている。

## 興行を開催しているプロレス団体
- 全日本プロレス
- プロレスリングZERO1
- WRESTLE-1
- 大日本プロレス
- DDTプロレスリング
- アパッチプロレス軍
- プロレスリングFREEDOMS
- プロレスリングBASARA
- プロレスリングSECRET BASE
- みちのくプロレス
- 大阪プロレス
- DRAGONGATE
- KAIENTAI DOJO
- WNC
- ガンバレ☆プロレス
- 天龍プロジェクト
- 暗黒プロレス組織666
- STYLE-E
- ガッツワールドプロレスリング
- HERO
- スターダム
- アイスリボン
- プロレスリングWAVE
- 東京女子プロレス
- Marvelous
- SEAdLINNNG
- Actwres girl'Z